# 羅應選
羅應選，河南信陽縣人，清朝政治人物、進士出身。

## 生平
順治三年，登進士，授曹縣知縣。